# Адамс, Герберт (скульптор)
Сэмюэл Герберт Адамс (англ. Samuel Herbert Adams; 1858, Уэст-Конкорд, Вермонт — 1945) — американский скульптор.

## Биография
Получил образование в Вустере (штат Массачусетс), в Массачусетском технологического институте, позже в Массачусетском нормальном художественном училище; в 1885—1890 годах был учеником Антонина Мерсье в Париже. В 1890—1898 году преподавал в художественной школе Института Пратта в Бруклине, Нью-Йорк. В 1898 году стал членом Национальной академии дизайна в Нью-Йорке, в 1906 году был избран её вице-президентом.
Он успешно экспериментировал с созданием бюстов из полихрома и тонированного мрамора, воплотив свои идеи, в частности, в работе «Дочь раввина» и скульптурном портрете мисс Джулии Марло, актрисы. Наибольшего успеха достиг в изготовлении скульптурных портретов-бюстов женщин — лучшим из них является завершённый им в 1887 году бюст мисс Понд, на которой он впоследствии женился. Среди других его работ фонтан для Фитцбурга, штат Массачусетс (1888); ряд работ для библиотеки Конгресса, Вашингтон, в том числе бронзовые таблички («Запись»), начатые Олином Уорнером, и статуя профессора Джозефа Генри; мемориальные доски для Бостонской государственной резиденции; мемориал Джонатана Эдвардса в Нортгемптоне, штат Массачусетс; статуи Ричарда Смита в Филадельфии и Уильяма Эллери Чаннинга в Бостоне (1902); Вандербитские мемориальные бронзовые двери для церкви Святого Варфоломея, Нью-Йорк. Он был членом Комиссии изящных искусств США с 1915 по 1920 год, занимая должность вице-председателя с 1918 по 1920 год. На протяжении жизни им было создано более 200 работ.